# Dryophylax almae
Dryophylax almae — вид змій родини полозових (Colubridae). Ендемік Бразилії.

## Поширення і екологія
Dryophylax almae мешкають на північному сході Бразилії, в штатах Баїя, Пернамбуку і Ріу-Гранді-ду-Норті. Вони живуть в сухих чагарникових заростях каатинги.